# Campeonato do Mundo de F1 Motonáutica

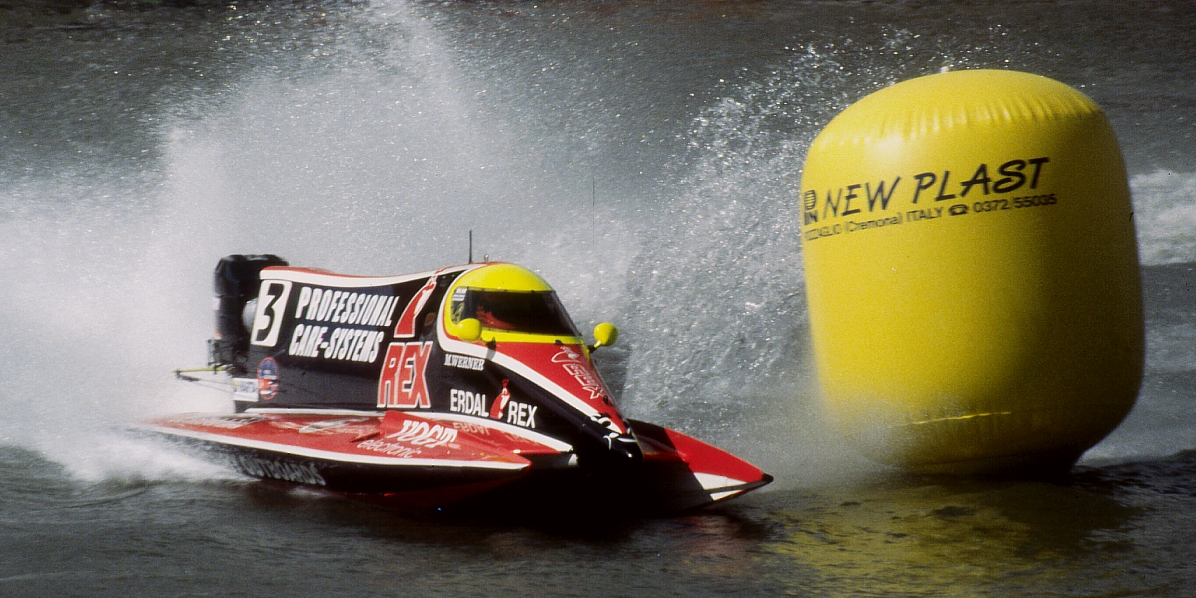
Um barco da competição.

A F1 Powerboat World Championship é a principal competição internacional de motonáutica, com regras similares à Fórmula 1 o que lhe vale a alcunha de "Fórmula um das águas". Sua primeira temporada foi em 1981. A competição utiliza barcos do formato catamarã com peso de 390kg feitos com fibra de carbono, com motores V6 de 350cv.

## Vencedores
| Ano                        | Campeão          |
| -------------------------- | ---------------- |
| 1981                       | Renato Molinari  |
| 1982                       | Roger Jenkins    |
| 1983                       | Renato Molinari  |
| 1984                       | Renato Molinari  |
| 1985                       | Bob Spalding     |
| 1986                       | Gene Thibodaux   |
| 1987 – 1989: Não disputado |                  |
| 1990                       | John Hill        |
| 1991                       | Jonathan Jones   |
| 1992                       | Fabrizio Bocca   |
| 1993                       | Guido Cappellini |
| 1994                       | Guido Cappellini |

| Ano  | Campeão          |
| ---- | ---------------- |
| 1995 | Guido Cappellini |
| 1996 | Guido Cappellini |
| 1997 | Scott Gillman    |
| 1998 | Jonathan Jones   |
| 1999 | Guido Cappellini |
| 2000 | Scott Gillman    |
| 2001 | Guido Cappellini |
| 2002 | Guido Cappellini |
| 2003 | Guido Cappellini |
| 2004 | Scott Gillman    |
| 2005 | Guido Cappellini |
| 2006 | Scott Gillman    |

| Ano  | Campeão          |
| ---- | ---------------- |
| 2007 | Sami Seliö       |
| 2008 | Jay Price        |
| 2009 | Guido Cappellini |
| 2010 | Sami Seliö       |
| 2011 | Alex Carella     |
| 2012 | Alex Carella     |
| 2013 | Alex Carella     |
| 2014 | Philippe Chiappe |
| 2015 | Philippe Chiappe |
| 2016 | Philippe Chiappe |
| 2017 | Alex Carella     |
| 2018 | Shaun Torrente   |

| Ano  | Campeão         |
| ---- | --------------- |
| 2019 | Shaun Torrente  |
| 2020 | Não disputado   |
| 2021 | Jonas Andersson |

## GP de Portugal
O GP de Portugal é uma das provas mais tradicionais do calendário, tendo-se realizado até 2021 18 GP de Portugal: 16 em Portimão, 1 no Porto (2015) e uma na Figueira da Foz (2021). Em 2021, num calendário ainda afectado pela pandemia de COVID-19, realizou-se também o GP da Figueira da Foz, no dia imediatamente anterior ao do GP de Portugal.

## GP do Brasil
Em 2 de junho de 2013 foi realizado o primeiro GP de F1H2O no Brasil, a competição foi realizada no Lago Paranoá em Brasília. O vencedor foi o finlandês Sami Selio.